# Lucienne Herman-Michielsens
Lucienne Herman-Michielsens, née le 13 mars 1926 à Gand et décédée le 22 janvier 1995 à ⁣⁣Gand⁣⁣, est une femme politique ⁣⁣belge⁣⁣, membre du VLD, le parti libéral néerlandophone.

## Biographie
Elle occupe brièvement, en 1980, le poste de secrétaire d'État à la Communauté flamande, au sein du gouvernement Martens III. Elle est également sénatrice cooptée entre le 11 mai 1977 et le 24 novembre 1991. Elle est nommée femme de l'année en 1989. Avec Roger Lallemand, elle est coauteur de la proposition de loi visant à dépénaliser l'interruption volontaire de grossesse,. Celle-ci sera adoptée au printemps 1990, en dépit de l'opposition du roi Baudouin, qui refusera de la signer pour des motifs d'objection de conscience. Le souverain sera empêché de régner durant 36 heures pour que la loi puisse être publiée au Moniteur belge et mise en œuvre.
Elle meurt le 22 janvier 1995 à 68 ans.
En 2018, une place est inaugurée à son nom,,.

## Annexe
- Ressources relatives à la vie publique :   - Assemblée parlementaire du Conseil de l'Europe
  - Parlement flamand
- Ressource relative à plusieurs domaines :   - ODIS